# Altdörfer Keresztély
Altdörfer Keresztély, Christian Altdörfer (Gutenberg, Württemberg, 1825. június 16. – Sopron, 1898. április 29.) orgonista, egyházi karnagy és zeneszerző. Altdörfer Viktor apja.

## Pályafutása
Alapítója és karnagya volt a Soproni Dalfüzér férfikarnak, majd 1847-től Sopronban evangélikus orgonista és karigazgatóként szolgált. Bartók Béla első önéletrajzában említi, hogy Altdörfer Keresztély fedezte őt fel, amikor Nagyszőlősön gyermekkorában megismerkedett vele. Szerkesztette a dunántúli evangélikus egyházkerület korálkönyvét. A soproni Balfi úti evangélikus temetőben nyugszik.
Művei férfikarművek, evangélikus korálharmonizációk.